# Lamécourt
Lamécourt település Franciaországban, Oise megyében. Lakosainak száma 194 fő (2022. január 1.). Lamécourt Cuignières, Airion, Avrechy, Erquery, Rémécourt és Saint-Aubin-sous-Erquery községekkel határos.

## Népesség
A település népességének változása:
| Lakosok száma | 217  | 204  | 199  | 191  | 191  | 190  | 190  | 190  | 194  |
|               | 2013 | 2015 | 2016 | 2017 | 2018 | 2019 | 2020 | 2021 | 2022 |